# Rüdiger Bohn (Diplomat)

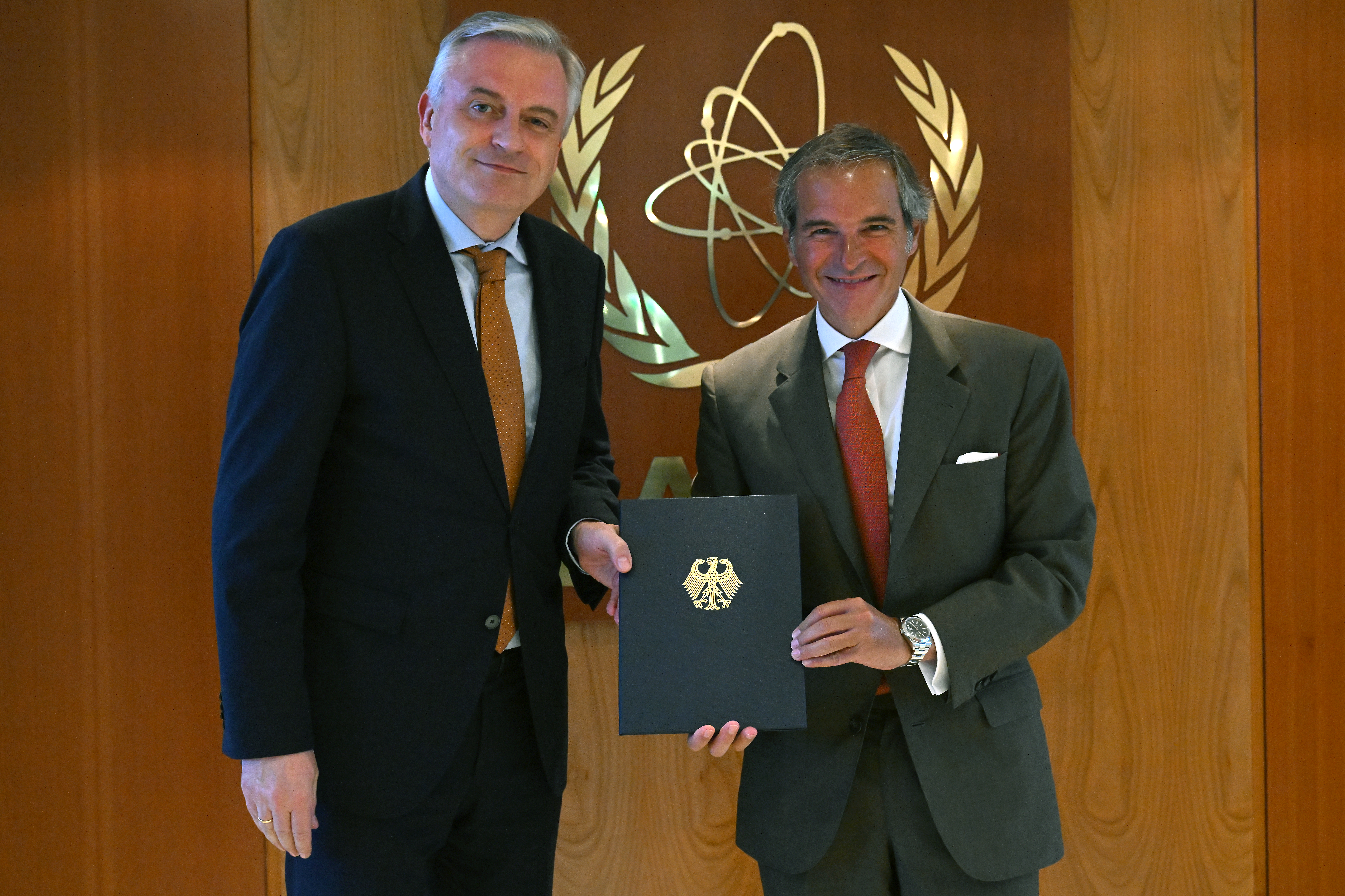
Rüdiger Bohn (links) bei der Überreichung des Beglaubigungsschreibens an IAEO-Generaldirektor Rafael Grossi (Juli 2024)

Rüdiger Bohn ist ein deutscher Diplomat und seit Juli 2024 Ständiger Vertreter der Bundesrepublik Deutschland bei den Vereinten Nationen und anderen Internationalen Organisationen in Wien.

## Leben
Bohn studierte von 1987 bis 1992 Arabistik und ausländisches öffentliches Recht an der Universität Leipzig.
Nach dem Vorbereitungsdienst für den höheren Auswärtigen Dienst (1992 bis 1994) erfolgte bis 1996 eine Verwendung in der Wirtschaftsabteilung der Zentrale des Auswärtigen Amts.
Seine erste Auslandsverwendung führte ihn von 1996 bis 1999 als Referent in die Botschaft Amman, Jordanien. Es schloss sich ein einjähriger Studienaufenthalt an der Kennedy-School of Government der Harvard-Universität in Boston, Vereinigte Staaten, an. Von 2000 bis 2003 war er in der Personalabteilung des Auswärtigea Amta in Berlin eingesetzt. Von dort wurde er für drei Jahre in die politische Abteilung der Ständigen Vertretung bei der NATO nach Brüssel versetzt.
Im Jahr 2006 wurde er ständiger Vertreter des Leiters der Botschaft Taschkent, Usbekistan, was er bis 2009 blieb. Es folgte ein kurzer Besuch der Hertie-School of Governance in Berlin. Von 2010 bis 2013 war er mit organisatorischen Aufgaben in der Zentrale des Auswärtigen Amts betraut. Anschließend wurde er bis 2015 Direktor des „German Information Center“ an der Botschaft Washington.
Zurück in der Berliner Zentrale wurde er zunächst Referatsleiter „konventionelle Rüstungskontrolle und Vertrauens- und sicherheitsbildende Maßnahmen“ (2016 bis 2017) und dann bis 2018 Referatsleiter „Sicherheitspolitik; Nichtverbreitung und Rüstungskontrolle; Bilaterale Beziehungen zu USA, Kanada, Nord-, West- und Südeuropa sowie zur Türkei“ im Bundeskanzleramt.
Von 2018 bis 2022 war er Beauftragter im Auswärtigen Amt für Fragen der Abrüstung, Nichtverbreitung und Rüstungskontrolle in einem Amt der Besoldungsgruppe B6. Es schloss sich eine Verwendung als ständiger Vertreter des Leiters der Botschaft London (2022 bis 2024) an.
Seit Juli 2024 ist Bohn Ständiger Vertreter der Bundesrepublik Deutschland bei den Vereinten Nationen und anderen Internationalen Organisationen in Wien.